# Бердысычран-депе
Бердысычран-депе (туркм. Berdisyçran depe) — древнеземледельческое поселение эпохи бронзы, расположенное в Ахалском велаяте Туркменистана в старой дельте реки Теджен, к югу от Гёксюрского оазиса, 15 км к югу от Хапуз-депе.

## Хронология открытия и исследований
Бердысычран-депе был обследован в 2015 году туркмено-польской археологической экспедицией Варшавского университета под руководством Барбары Каим.

## Общая характеристика
Общая площадь Бердысычран-депе составляет около 15 га. Памятник состоит из двух частей. Первый, южный холм — более крутой, его площадь составляет около 1 гектара, а высота — 6 метров. Второй, более плоский, холм имеет высоту 7 метров и занимает площадь 2,1 га. Территория между этими холмами густо покрыта керамикой. Анализ всего собранного материала позволяет датировать памятник средним, поздним и финальным этапом бронзового века (2250—1500 гг. до н. э.), то есть временем, соответствующим подъему, расцвету и падению Цивилизации Окса — Бактрийско-Маргианского археологического комплекса.

## Находки
Среди собранных археологами материалов находятся фрагменты керамики, типичная женская терракотовая фигурка периода Намазга V, фрагменты алебастровых сосудов и сильно поврежденные бронзовые предметы.

## Бердысычран-депе и памятники Гёксюрского оазиса
Бердысычран-депе был заселён в период Намазга V, то есть уже после того, как Гёксюрский оазис был заброшен. Памятник находится в 15 км к югу от Хапуз-депе, которое датируется ранним и средним бронзовым веком.